# Karljohanssvamp
Karljohanssvamp (i talspråk ofta karljohan) eller stensopp (Boletus edulis) är en ätlig svamp som förekommer i både löv- och barrskog. Formellt är det en sopp. Den bildar mykorrhiza och är därmed beroende av värdträd. Den förekommer talrikt särskilt efter varma somrar och är en god matsvamp, som med fördel kan torkas på grund av sin starka smak och arom. Det vetenskapliga namnet betyder ungefär "ätlig klump". Svampen växer bland annat i Nordamerika, nästan hela Europa, från Skandinavien till Italien, och stora delar av Asien. Stensoppen är Upplands landskapssvamp.

## Utseende
Den har ett vitt ådernät på foten och en 10–25 centimeter stor hatt som varierar i olika nyanser av brunt. På hattens undersida finns rör, som hos unga exemplar är vita och hos äldre gulgröna. Köttet precis under hatthuden är något rodnat. Foten kan variera mycket till utseendet, men är vanligen kraftigare än t.ex. strävsopparna. Vissa blir långa och slanka eller krokiga medan andra blir knubbigt runda.

## Förväxlingssvampar
Stensopp kan ganska lätt förväxlas med gallsopp, vilken har starkt bitter smak. Råkar man blanda i denna sopp i en anrättning svamp, tar smaken från den över helt och förstör anrättningen. Gallsoppen har ett kraftigare och mörkare ådernät. Till skillnad från stensoppens rör har gallsoppen rosa till rödaktiga rör. Gallsoppen räknas dock ej som giftig.
Det finns flera andra arter som tillhör ädelsoppsläktet Boletus s.str (Boletus sect. Edules) och som också kallas "stensopp", exempelvis:
Finluden stensopp (Boletus reticulatus) som har något luden hatt, saknar rodnad under hatthuden och växer i ädellövskog
Rödbrun stensopp (Boletus pinophilus), tidigare kallad kopparfärgad stensopp, som har tydligt rödbrun hatt och även rödbrunare fot än vanlig stensopp, och växer ihop med tall.
"Svartbrun stensopp" (Boletus aereus) med mörkbrun till nästan svart hatt. Växer under ek, bok och äkta kastanj.
Dessa "stensoppar" kan förväxlas med den "vanliga stensoppen", vilket är av ringa betydelse för den som ska förtära svampen då matvärdet och smaken är likvärdig.

## Svampsnylting
Ytterligare en riskfaktor är parasitsvampen gul svampsnylting (Hypomyces chrysospermus) som kan infektera matsvampen och indirekt framkalla illamående. Fruktkroppar angripna av snylting kroknar och täcks successivt av ett mögelliknande vitt ludd. De blir helt otjänliga som föda. Milda angrepp kan ibland finnas invid fotens bas som gula partier. Denna del kan då skäras bort och resten av svampen kan räddas.

## Historia
I det gamla bondesamhället plockade man svamp – men man åt den inte. Svamp användes bland annat som fnöske när man eldade. Det var bara överklassen som tog intryck av den franska matkulturen där svamp ingick. Kung Karl XIV Johan tog med sig sina franska vanor hit och introducerade den ädlaste matsvampen i Europa. Svampen som tidigare kallades stensopp fick därefter heta karljohan. Nu tillhör den våra käraste matsvampar.

## Egenskaper som matsvamp

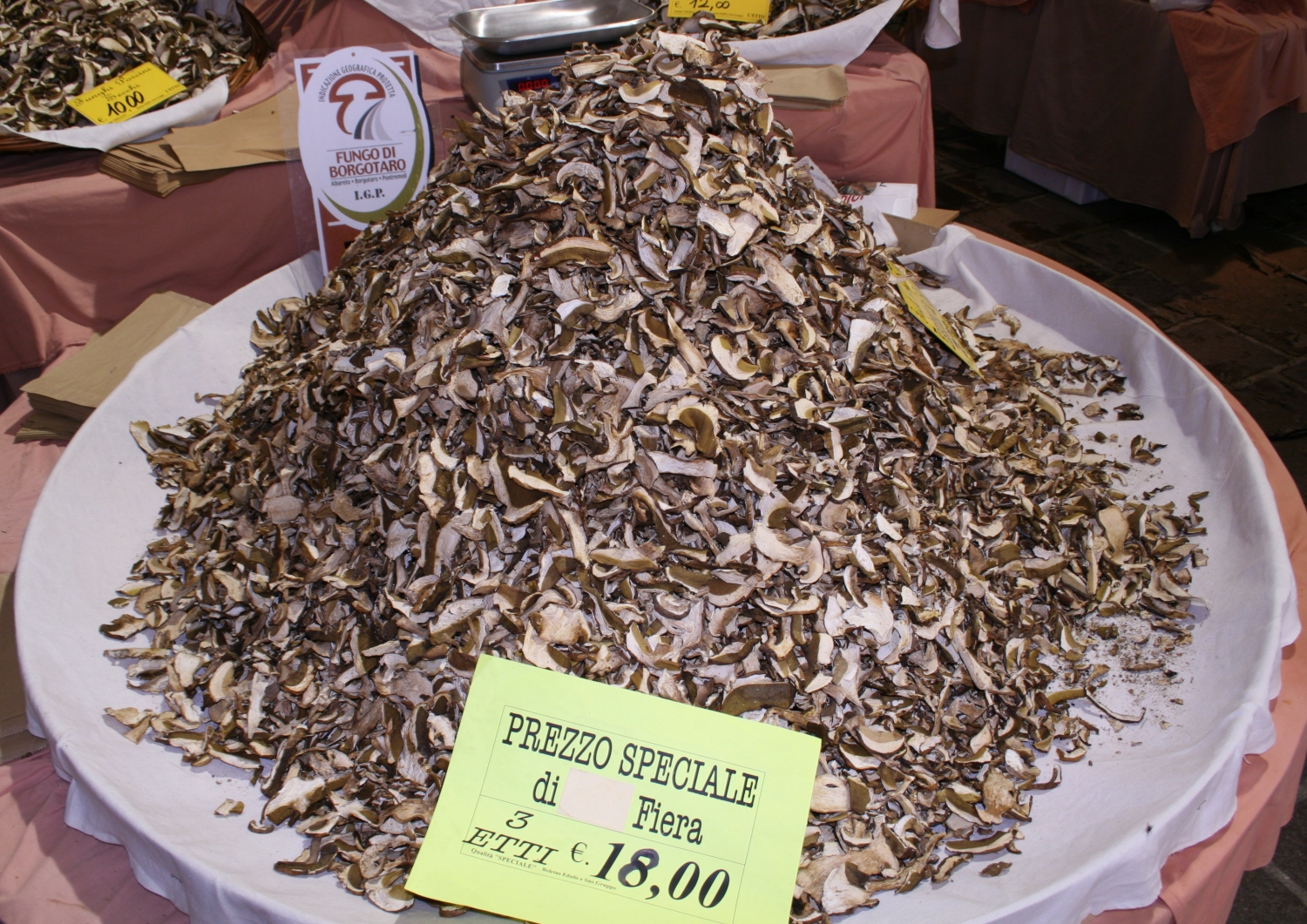
Torkad stensopp till försäljning i den italienska staden Borgo Val di Taro.

Stensoppens kött är vitt. Doft och smak påminner om hasselnöt. Stensoppen är en mycket uppskattad matsvamp; vid sidan av kantarellen den viktigaste i Europa. Den är högt skattad i Frankrike och Italien.
Inte bara människor förtär denna svamp, utan även larver av olika slag, sniglar, möss och ekorrar. Svampen skall därmed rensas noggrant före mänsklig förtäring. Vanligtvis är unga exemplar i det bästa skicket och fria från larvangrepp. Den jordiga undre delen av foten kan vid rensning med fördel "skalas" istället för att skäras rakt av. Mycket svampkött går annars förlorat i onödan.

## Galleri

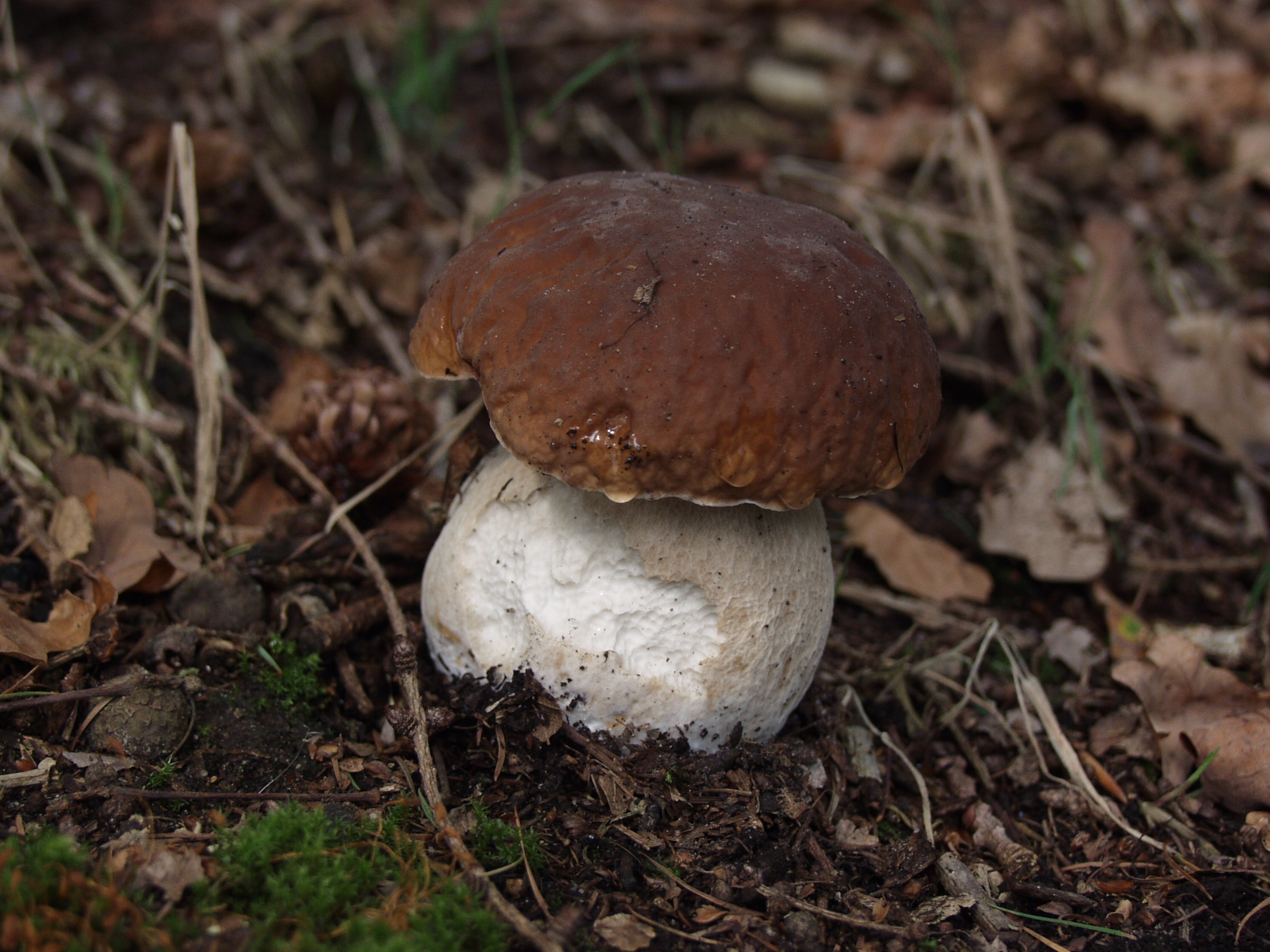
Ung fruktkropp med knubbig fot.
Ung fruktkropp med avlång fot.
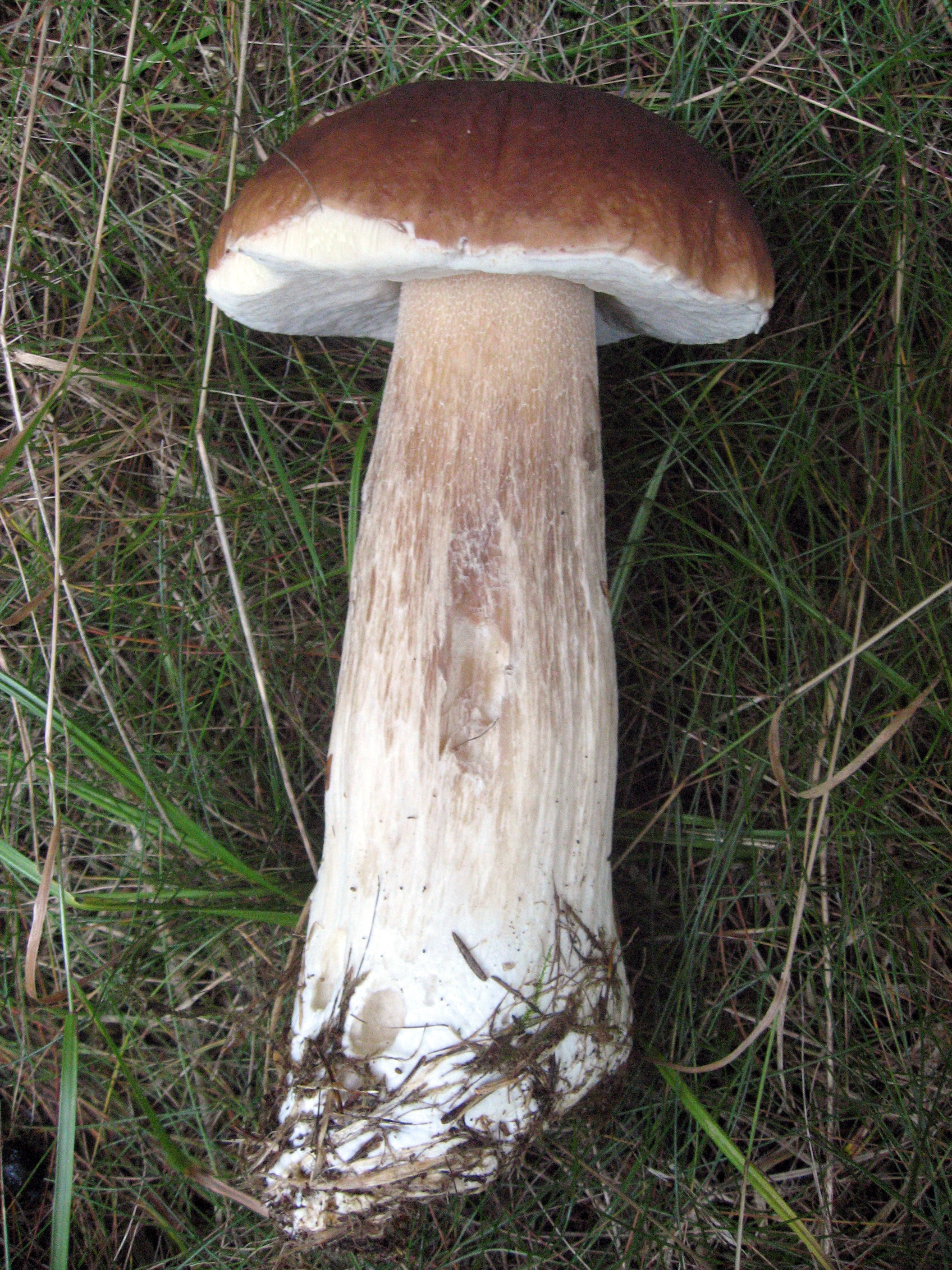
Fruktkropp med avlång fot.
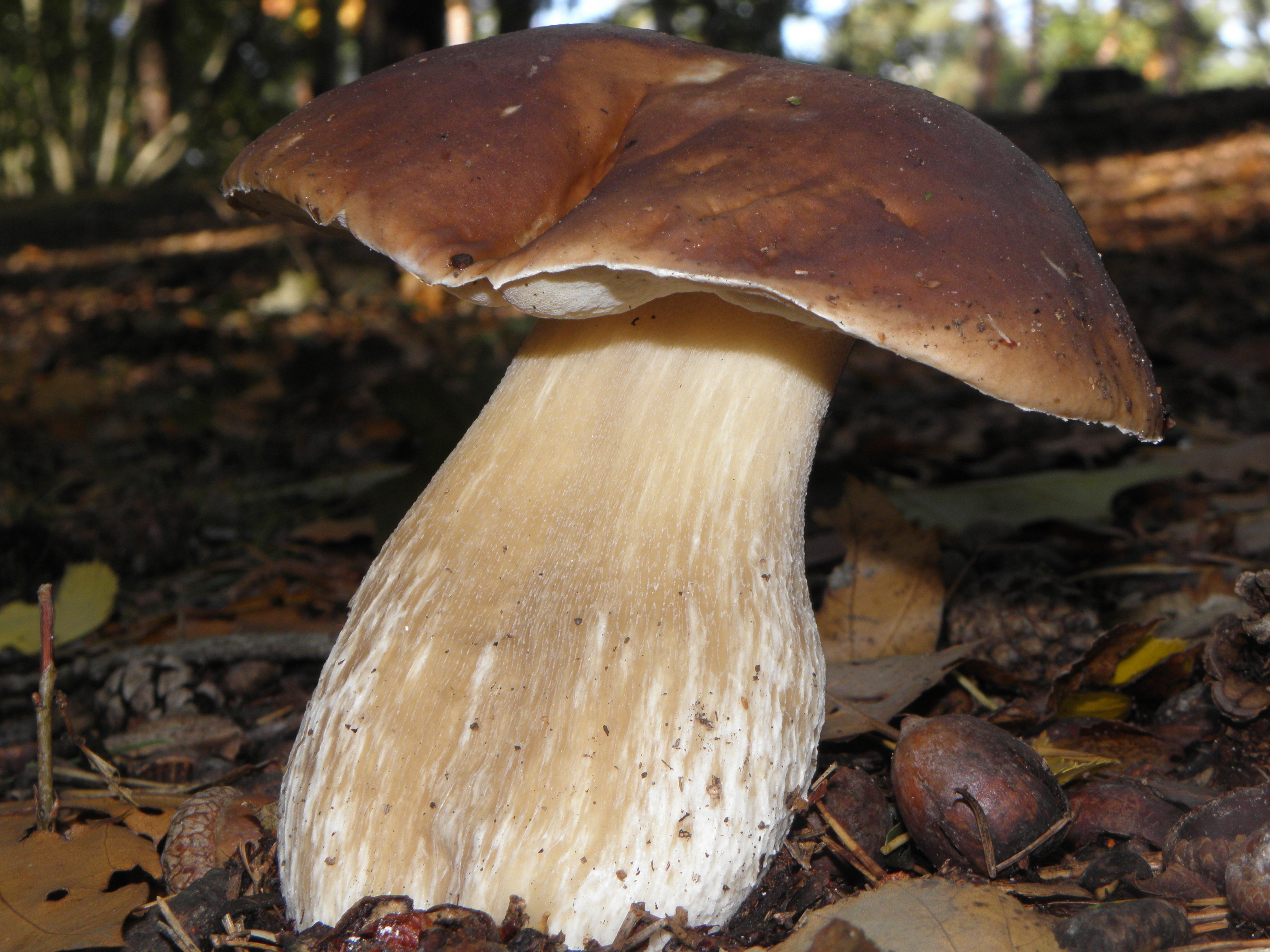
Fruktkropp med tjock, knubbig fot.
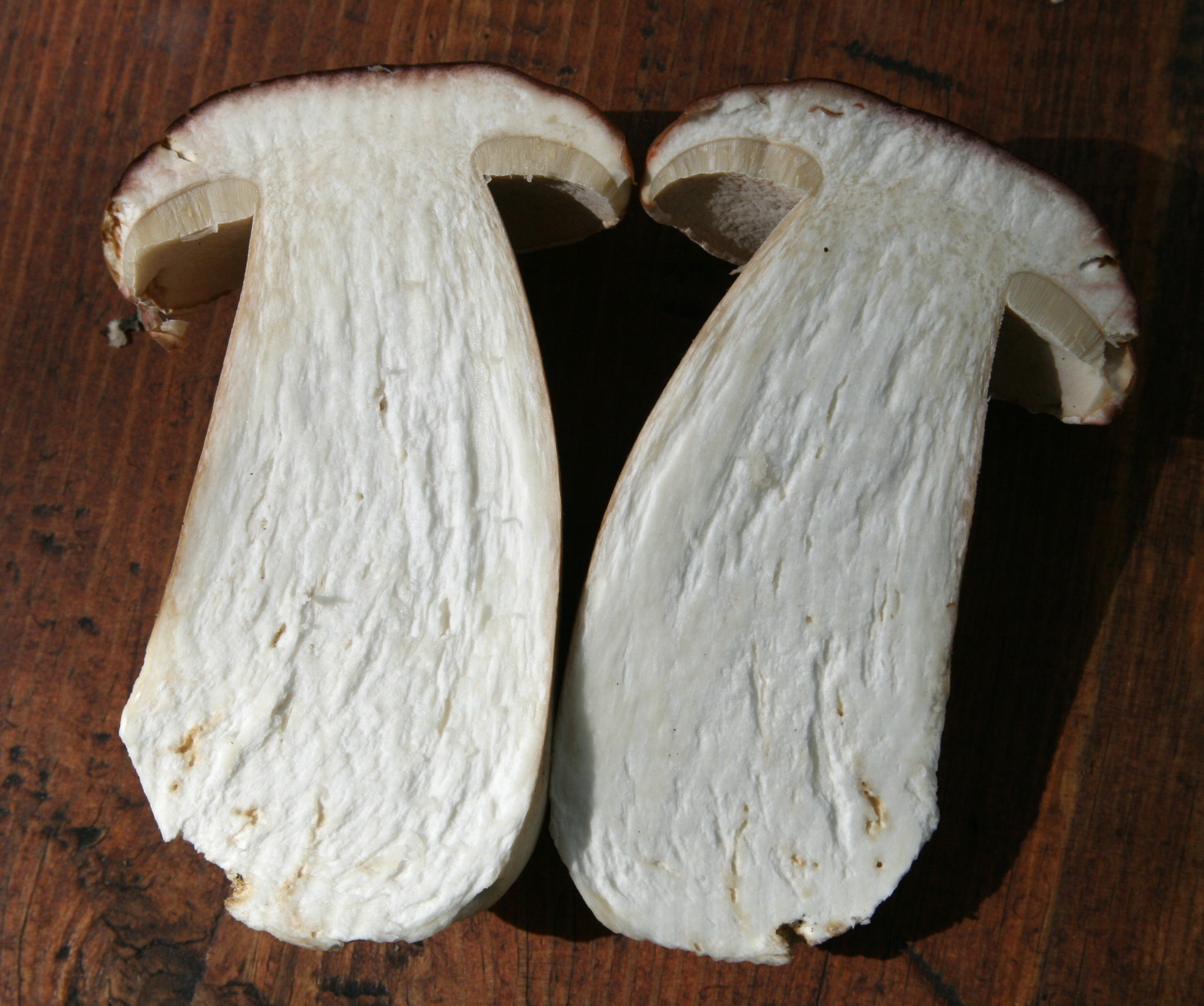
Ituskuren stensopp, ungt exemplar med ännu vita rör.
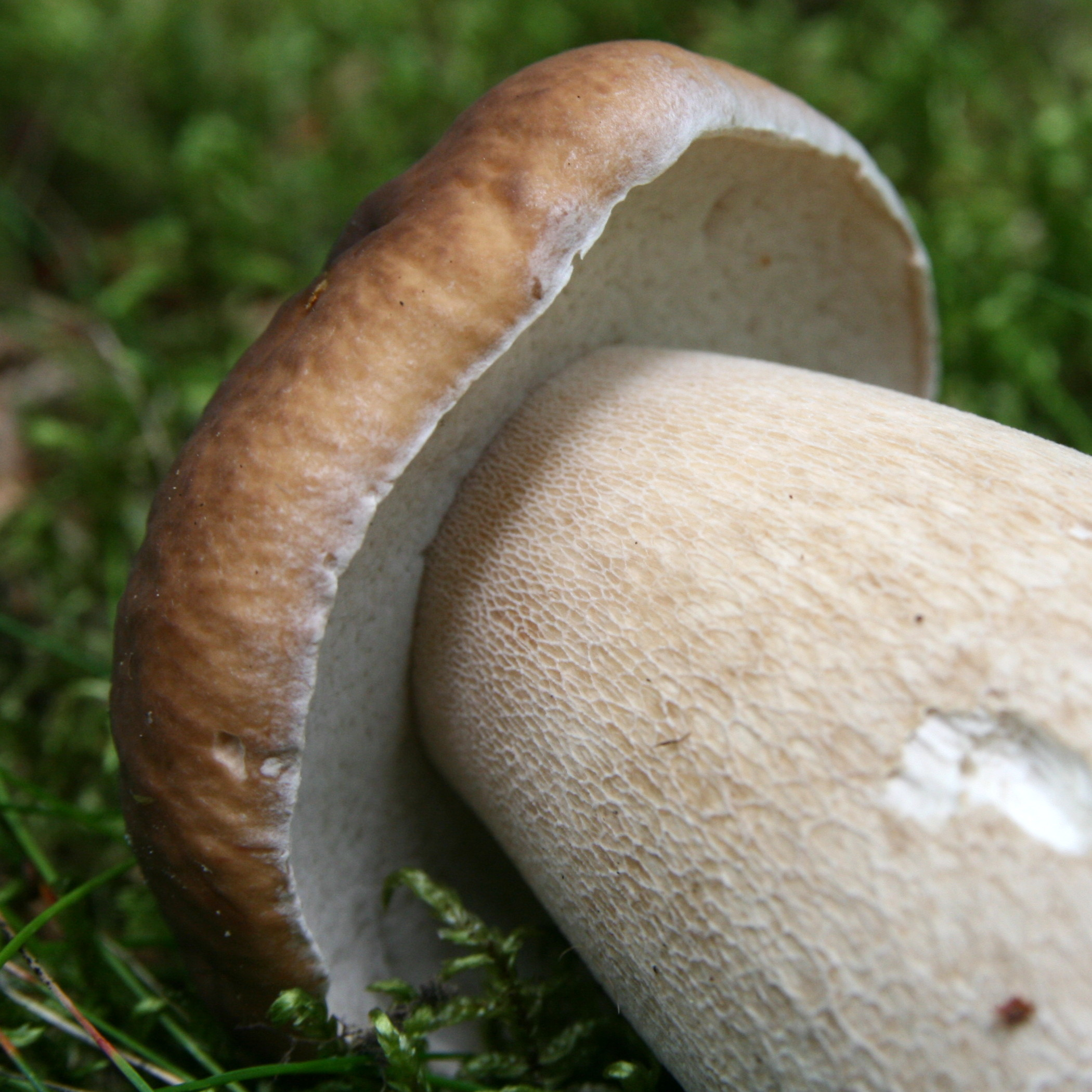
Närbild av ådernät på ungt exemplar.
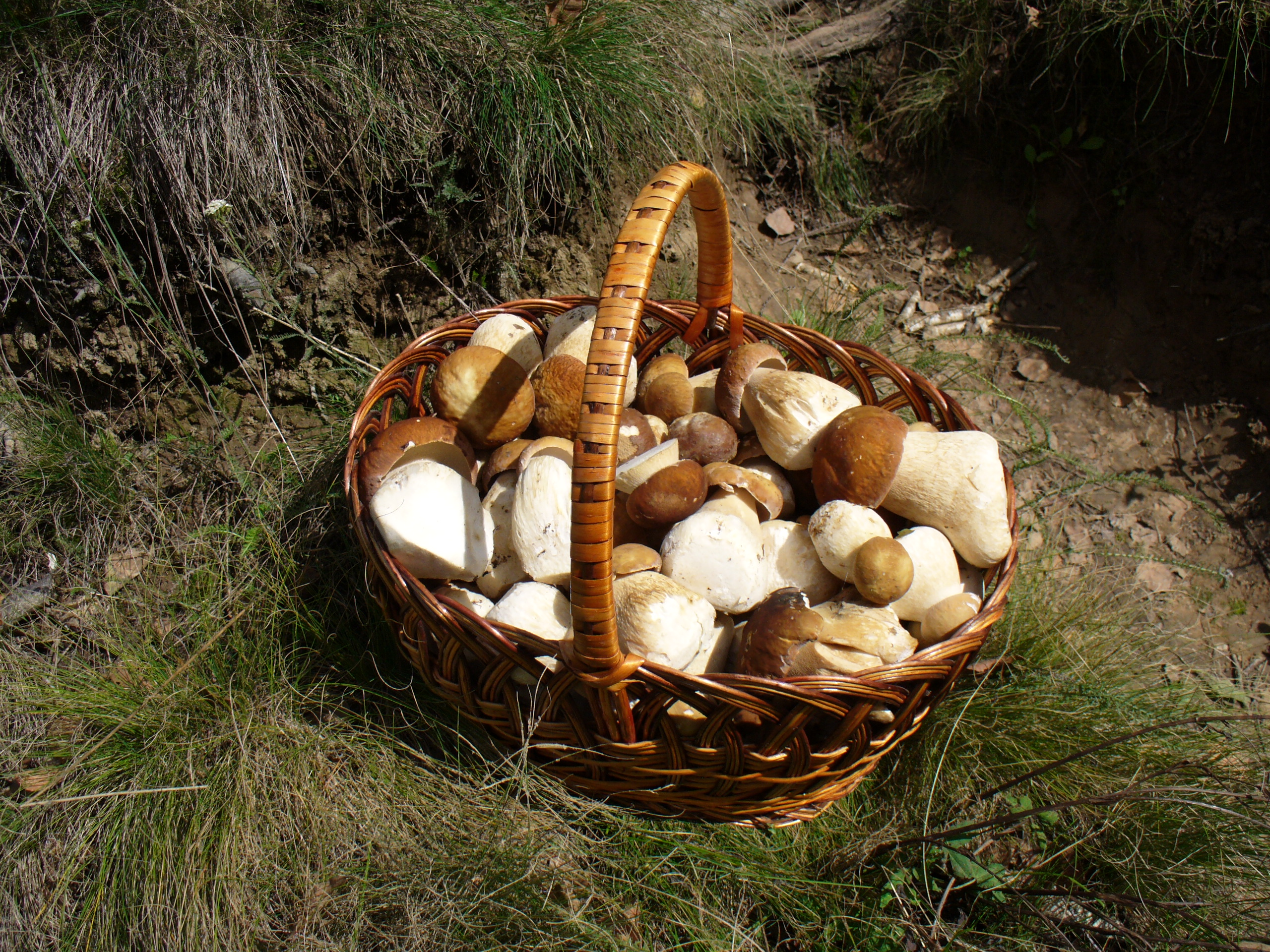
Stensoppar i korg.
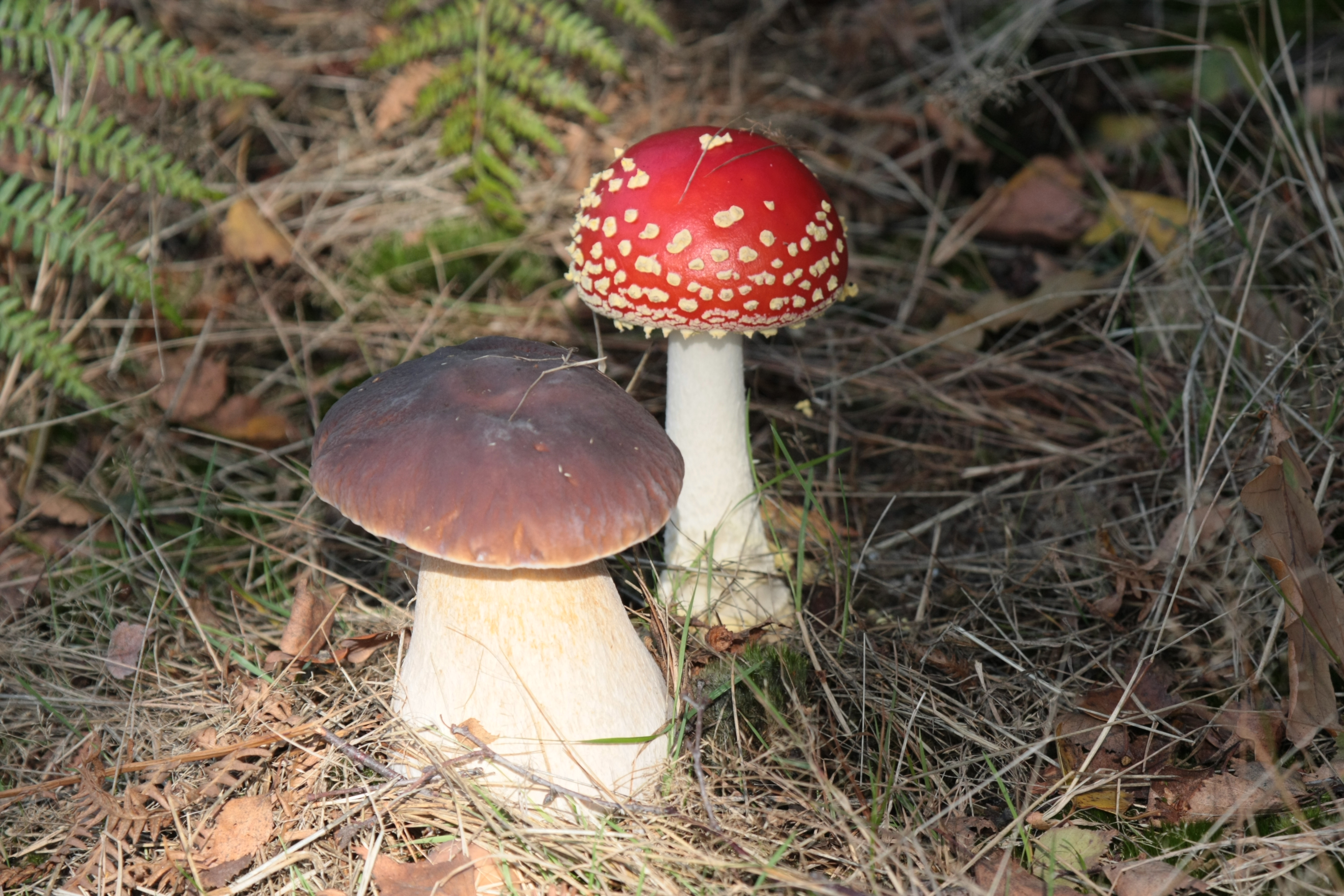
Röd flugsvamp (till höger) tycks föredra samma växtplatser som stensopp.